# اوبراولا
اوبراولا (به آلمانی: Oberaula) یک شهر در آلمان است که در شوالم-ادر واقع شده‌است. اوبراولا ۳٬۳۳۲ نفر جمعیت دارد.